# Chiesa di Santa Maria della Consolazione a Tor de' Cenci
La chiesa di Santa Maria della Consolazione è una chiesa di Roma, in via Aldo Della Rocca, nella zona Tor de' Cenci. È situata all'interno dell'area residenziale Tre Pini - Poggio dei Fiori del Municipio XII.
Costruita nel XX secolo, è sede parrocchiale, eretta il 20 ottobre 1965 con il decreto del cardinale vicario Luigi Traglia Quotidianis curis, ed affidata agli Agostiniani Recolletti. Il 15 febbraio 1987 ha ricevuto la visita di papa Giovanni Paolo II.